# Badger (Minnesota)
Badger é uma cidade localizada no estado americano de Minnesota, no Condado de Roseau.

## Demografia
Segundo o censo americano de 2000, a sua população era de 470 habitantes.
Em 2006, foi estimada uma população de 466, um decréscimo de 4 (-0.9%).

## Geografia
De acordo com o United States Census Bureau tem uma área de
3,4 km², dos quais 3,4 km² cobertos por terra e 0,0 km² cobertos por água. Badger localiza-se a aproximadamente 330 m acima do nível do mar.

## Localidades na vizinhança
O diagrama seguinte representa as localidades num raio de 40 km ao redor de Badger.